# SQ3R-Methode
Die SQ3R-Methode bezeichnet eine von Francis P. Robinson entwickelte Methode zum effektiven, aktiven oder verstehenden Lesen (Lesestrategie bzw. Textverstehen), die in seinem Buch Effective Study (1946) erstmals vorgestellt wurde.
Die Buchstabenfolge SQ3R steht für die Abfolge, in der der Leser ein (wissenschaftliches) Buch zur Kenntnis nehmen sollte. Abkürzend sind gemeint Survey, Question, Read, Recite und Review. Es geht dabei nicht um das Erhöhen der Lesegeschwindigkeit, sondern das Verstehen und Behalten von Inhalten. E.L. Thomas und H. A. Robinson entwickelten darauf basierend 1972 die PQ4R-Methode, welche Preview, Question, Read, Reflect, Recite und Review als 6 Phasen unterscheidet. Eine weitere Technik, die SQ4R-Methode, unterscheidet sich von SQ3R durch eine zusätzliche vorletzte Stufe „reflect or record“. Diesen Theorien ist gemeinsam, dass die Effektivität teilweise aus lerntheoretischen Gesichtspunkten, teilweise aus logisch-trivialen Erfahrungen abgeleitet wird. Einige Evaluationsstudien haben auch empirisch nachgewiesen, dass sich Lernen und langzeitliches Verständnis von Texten dadurch verbessern. In Anlehnung an die SQ3R-Methode wurde die TQ3L-Methode entwickelt, um die Zuhör- und Lernfähigkeit zu verbessern.

## Bedeutung
Die einzelnen Schritte sind wie folgt beschrieben:
| SQ3R | PQ4R |
| --- | --- |
| Survey (Überblick gewinnen): Der erste Schritt ermöglicht dem Leser einen Überblick über den ganzen Text (Buch). Überschriften, Aufbau sowie Stichwörter fallen dem Leser ins Auge, um so einen groben Zusammenhang und den Gesamtrahmen zu erkennen. | Preview (Vorprüfung): Das Inhaltsverzeichnis, den Klappentext, die Zusammenfassung oder Passagen überfliegen.                                                                                              |
| Question (Fragen): Im zweiten Schritt wird der Leser aktiv. Er stellt mögliche Fragen zum Abschnitt auf. Durch die Formulierung von Fragen wird die Motivation geweckt, Antworten auf die Fragen zu finden. | Question (Fragen): Konkrete Fragen zu den Abschnitten des Textes formulieren. |
| Read (Lesen): Der Hauptschritt befasst sich nun mit dem Text. Jetzt wird der Text abschnittsweise gelesen, was auch den Hauptaufwand darstellt. Das Gelernte muss verstanden werden, damit es gespeichert wird. Wichtige Schlüsselwörter und Zusammenhänge sollten farbig hervorgehoben werden.                                                              | Read (Lesen): Lesen mit dem Ziel die Fragen zu beantworten. |
| | Reflect (Nachdenken): Prüfung der Argumentation und Belege, Versuch Beispiele oder Gegenbeispiele für den Inhalt zu finden; Erarbeitung zusätzlicher Argumente; ggf. kritische Überprüfung der Leitfragen. |
| Recite (Wiedergeben): Nach jedem Abschnitt sollte dieser rekapituliert, also darüber nachgedacht werden. Worum ging es, was waren die Schlüsselwörter und wie stehen diese miteinander in Zusammenhang. Zusätzlich soll man nach mehreren Abschnitten das Gelesene schriftlich erfassen, z. B. durch Zusammenfassungen oder am besten mit farbigen Mindmaps. | Recite (Wiedergeben): Die Fragen sollen aus dem Gedächtnis beantwortet werden und zwar schriftlich. |
| Review (Rückblick): In diesem Bereich sollte man darüber nachdenken, wie der Abschnitt zum Gesamtrahmen und mit den anderen Abschnitten zusammenhängt und wie man das Gelernte praktisch anwenden könnte bzw. welche Anwendungsgründe existieren. | Review (Rückblick): Gedanklich nochmals die wichtigsten Punkte des Textes zusammenfassen und die Fragen beantworten.                                                                                       |

## Vor- und Nachteile

### Vorteile
Das mit der SQ3R-Methode des „verstehenden Lesens“ erfasste Wissen soll wesentlich besser im Gedächtnis gespeichert sein, da viel Eigeninitiative und Elaboration in den Schritten verankert ist. So soll die Wahrscheinlichkeit der korrekten Wissensabfrage höher als beim „normalen“ Lesen sein.

### Nachteile
Diese Methode erscheint anfangs aufwändig und zeitintensiv. Viele Schritte werden gerne zusammengefasst oder eingespart und verlieren so an Effizienz.

## Wirksamkeitstudien
Die Wirksamkeit der SQ3R-Methode haben (laut Christmann) Robinson (1966) und Harris (1970) geprüft. Die Voraussetzung für die Wirksamkeit sei allerdings, dass wirklich alle Schritte durchlaufen werden, denn laut Groeben (1982, S. 122) führe die Anwendung einzelner Teilschritte zu keiner Verbesserung des Textverständnisses.
Viele Studien untersuchen die Wirksamkeit einzelner Schritte der Lesemethoden. Häfele (1995) konnte keinen Unterschied feststellen, zwischen einer Gruppe, die nur Fragen formulierte, einer Gruppe die diese Fragen nur beantwortete und einer Gruppe, die Fragen vom Autor beantwortete. Er konnte auch keinen Unterschied zwischen der schriftlichen und rein gedanklichen Beantwortung der Fragen sichern. Häfele weist jedoch darauf hin, dass man unterschiedlich anspruchsvolle Fragen unterscheiden könnte. Anderson und Biddle (1975) fassen anhand von 77 Studien für sich zusammen, dass durch Fragen, die nach dem Lesen des Textes gestellt werden, die Behaltensleistung im Nachfolgetest verbessert wird, auch für die noch nicht gestellten Fragen. Werden die Fragen hingegen vor dem Lesen gestellt, verschlechtert sich die Fähigkeit, Fragen zu beantworten, die zuvor noch nicht gestellt wurden. Dies könnte darauf hindeuten, dass durch die Aufmerksamkeitslenkung auf die vorher gestellten Fragen, die Aufnahme von Informationen, die zur Beantwortung irrelevant sind, erschwert wird.
Einige Autoren nahmen an, dass eine vertiefte Beschäftigung mit dem Text zu stärker vernetzten Gedächtnisspuren führt und fehlendes Wissen so leichter rekonstruiert werden kann (Elaboration Hypothesis, S. 56), andere gingen davon aus, dass eine Verstärkung der Aufmerksamkeit auf die zentralen Inhalte des Textes, die Behaltensleistung verbessert (Focus Hypothese, S. 50). Dabei stellt sich die Frage, ob eine Strukturierung des Textes, beispielsweise in Form einer Zusammenfassung, dem Leser die Arbeit abnehmen könnte, die die PQ4R-Methode dem Leser abverlangt (S. 55).
Eine weitere Frage, die aufgeworfen wurde, ist, ob die Verknüpfung mit vorher angeeignetem Wissen, insbesondere dem autobiografischen Gedächtnis, eine Verbesserung der Gedächtnisleistung bewirkt. Diese Frage betrifft vor allem den zusätzlichen Schritt „Reflect“ der PQ4R-Methode, bei dem persönliche Beispiele gesucht werden müssen. Dieser Schritt ist in der SQ3R-Methode nicht enthalten.

## Weitere Ansätze
- Das MURDER-Schema von Danserau und anderen (1979) ist eine Weiterentwicklung der SQ3R-Methode.[11]